# Zheng Saisai
Zheng Saisai (chiń. 郑赛赛; ur. 5 lutego 1994 w Shaanxi) – chińska tenisistka, medalistka Letnich Igrzysk Olimpijskich Młodzieży 2010, medalistka igrzysk azjatyckich.

## Kariera tenisowa
Podczas Igrzysk Olimpijskich Młodzieży w Singapurze w 2010 roku zdobyła srebrny medal w grze pojedynczej (w finale przegrała z Darją Gawriłową) oraz złoty w grze podwójnej, grając w parze z Tang Haochen.
W 2014 roku podczas igrzysk azjatyckich rozgrywanych w Inczonie Chinka zdobyła srebrny medal w konkurencji gry drużynowej.
W rankingu singlowym wśród seniorek najwyżej sklasyfikowana była 2 marca 2020, na 34. miejscu.

## Historia występów wielkoszlemowych
Legenda
     W, wygrany turniej
     F, przegrana w finale
     SF, przegrana w półfinale
     QF, przegrana w ćwierćfinale
     xR, przegrana w x rundzie
     Qx, przegrana w x rundzie kwalifikacji
     A, brak startu
     NH, turniej nie odbył się

### Występy w grze pojedynczej
| Australian Open        | A   | A   | A   | A   | Q1  | Q1 | 1R | 2R | 1R | A  | 1R | 2R | 1R | A | A | A   | 1R | 0 / 7  | 2 – 7  |  |  |  |  |  |  |  |  |
| French Open            | A   | A   | A   | A   | Q1  | Q2 | 1R | 1R | 1R | 1R | 1R | A  | 2R | A | A | A   |    | 0 / 6  | 1 – 6  |  |  |  |  |  |  |  |  |
| Wimbledon              | A   | A   | A   | Q2  | A   | Q1 | 1R | 1R | 1R | 2R | 1R | NH | A  | A | A | A   |    | 0 / 5  | 1 – 5  |  |  |  |  |  |  |  |  |
| US Open                | A   | A   | A   | Q3  | Q1  | 2R | 1R | 2R | 2R | Q1 | 1R | A  | A  | A | A | 1R  |    | 0 / 6  | 3 – 6  |  |  |  |  |  |  |  |  |
|                        |     |     |     |     |     |    |    |    |    |    |    |    |    |   |   |     |    |        |        |  |  |  |  |  |  |  |  |
| Ranking na koniec roku | 718 | 661 | 276 | 133 | 162 | 97 | 70 | 85 | 94 | 46 | 39 | 41 | 80 | – | – | 695 |    | 0 / 24 | 7 – 24 |  |  |  |  |  |  |  |  |

### Występy w grze podwójnej
| Australian Open        | A | A   | A   | A  | SF | 1R | 1R | SF | 3R | A   | 1R | 1R | 1R | A    | A | A  | 3R | 0 / 9  | 12 – 9  |  |  |  |  |  |  |  |  |
| French Open            | A | A   | A   | 2R | QF | 2R | 2R | QF | QF | 1R  | F  | A  | 2R | A    | A | A  |    | 0 / 9  | 18 – 8  |  |  |  |  |  |  |  |  |
| Wimbledon              | A | A   | A   | 1R | 2R | A  | 1R | 1R | A  | A   | 3R | NH | A  | A    | A | 1R |    | 0 / 6  | 3 – 6   |  |  |  |  |  |  |  |  |
| US Open                | A | A   | A   | 1R | 2R | 2R | 2R | 3R | 2R | 1R  | QF | A  | A  | A    | A | 1R |    | 0 / 9  | 9 – 9   |  |  |  |  |  |  |  |  |
|                        |   |     |     |    |    |    |    |    |    |     |    |    |    |      |   |    |    |        |         |  |  |  |  |  |  |  |  |
| Ranking na koniec roku | – | 757 | 108 | 98 | 39 | 81 | 39 | 24 | 65 | 151 | 27 | 28 | 43 | 1139 | – | 70 |    | 0 / 33 | 42 – 32 |  |  |  |  |  |  |  |  |

### Występy w grze mieszanej
| Australian Open | A | A | A | A | A  | A | A | 1R | 2R | A | A  | QF | A | A | A | A | A | 0 / 3 | 3 – 3 |  |  |  |  |  |  |  |  |
| French Open     | A | A | A | A | A  | A | A | A  | A  | A | A  | NH | A | A | A | A |   | 0 / 0 | 0 – 0 |  |  |  |  |  |  |  |  |
| Wimbledon       | A | A | A | A | 2R | A | A | A  | A  | A | 3R | NH | A | A | A | A |   | 0 / 2 | 2 – 2 |  |  |  |  |  |  |  |  |
| US Open         | A | A | A | A | 1R | A | A | A  | A  | A | 1R | NH | A | A | A | A |   | 0 / 2 | 0 – 2 |  |  |  |  |  |  |  |  |
|                 |   |   |   |   |    |   |   |    |    |   |    |    |   |   |   |   |   |       |       |  |  |  |  |  |  |  |  |
|                 |   |   |   |   |    |   |   |    |    |   |    |    |   |   |   |   |   | 0 / 7 | 5 – 7 |  |  |  |  |  |  |  |  |

## Finały turniejów WTA
| Legenda                     | Legenda |
| --------------------------- | ------- |
| Wielki Szlem                |         |
| Igrzyska olimpijskie        |         |
| WTA Tour Championships      |         |
| 2009 – 2020                 |         |
| WTA Premier Mandatory       |         |
| WTA Premier 5               |         |
| WTA Premier                 |         |
| WTA International Series    |         |
| WTA 125K series (2012–2020) |         |
| od 2021                     |         |
| WTA 1000 (obowiązkowe)      |         |
| WTA 1000 (nieobowiązkowe)   |         |
| WTA 500                     |         |
| WTA 250                     |         |
| WTA 125                     |         |

### Gra pojedyncza 2 (1–1)
| Końcowy wynik | Nr | Data            | Turniej  | Nawierzchnia | Przeciwniczka   | Wynik finału   |
| ------------- | -- | --------------- | -------- | ------------ | --------------- | -------------- |
| Finalistka    | 1. | 29 lipca 2018   | Nanchang | Twarda       | Wang Qiang      | 5:7, 0:4 krecz |
| Zwyciężczyni  | 1. | 4 sierpnia 2019 | San Jose | Twarda       | Aryna Sabalenka | 6:3, 7:6(3)    |

### Gra podwójna 15 (6–9)
| Końcowy wynik | Nr | Data                 | Turniej      | Nawierzchnia  | Partnerka          | Przeciwniczki                                  | Wynik finału    |
| ------------- | -- | -------------------- | ------------ | ------------- | ------------------ | ---------------------------------------------- | --------------- |
| Zwyciężczyni  | 1. | 24 września 2011     | Kanton       | Twarda        | Hsieh Su-wei       | Chan Chin-wei Han Xinyun                       | 6:2, 6:1        |
| Finalistka    | 1. | 20 kwietnia 2014     | Kuala Lumpur | Twarda        | Chan Yung-jan      | Tímea Babos Chan Hao-ching                     | 3:6, 4:6        |
| Finalistka    | 2. | 23 maja 2015         | Strasburg    | Ceglana       | Nadija Kiczenok    | Chuang Chia-jung Liang Chen                    | 6:4, 4:6, 10–12 |
| Zwyciężczyni  | 2. | 9 sierpnia 2015      | Stanford     | Twarda        | Xu Yifan           | Anabel Medina Garrigues Arantxa Parra Santonja | 6:1, 6:3        |
| Zwyciężczyni  | 3. | 18 października 2015 | Tiencin      | Twarda        | Xu Yifan           | Darija Jurak Nicole Melichar                   | 6:2, 3:6, 10–8  |
| Finalistka    | 3. | 9 stycznia 2016      | Shenzhen     | Twarda        | Xu Yifan           | Vania King Monica Niculescu                    | 1:6, 4:6        |
| Zwyciężczyni  | 4. | 2 marca 2019         | Acapulco     | Twarda        | Wiktoryja Azaranka | Desirae Krawczyk Giuliana Olmos                | 6:1, 6:2        |
| Finalistka    | 4. | 8 czerwca 2019       | French Open  | Ceglana       | Duan Yingying      | Tímea Babos Kristina Mladenovic                | 2:6, 3:6        |
| Finalistka    | 5. | 11 stycznia 2020     | Shenzhen     | Twarda        | Duan Yingying      | Barbora Krejčíková Kateřina Siniaková          | 2:6, 6:3, 4–10  |
| Finalistka    | 6. | 22 lutego 2020       | Dubaj        | Twarda        | Barbora Krejčíková | Hsieh Su-wei Barbora Strýcová                  | 5:7, 6:3, 5–10  |
| Finalistka    | 7. | 20 marca 2021        | Monterrey    | Twarda        | Heather Watson     | Caroline Dolehide Asia Muhammad                | 2:6, 3:6        |
| Zwyciężczyni  | 5. | 30 października 2021 | Courmayeur   | Twarda        | Wang Xinyu         | Eri Hozumi Zhang Shuai                         | 6:4, 3:6, 10–5  |
| Finalistka    | 8. | 12 listopada 2021    | Linz         | Twarda (hala) | Wang Xinyu         | Nateła Dzałamidze Kamilla Rachimowa            | 4:6, 2:6        |
| Zwyciężczyni  | 6. | 23 czerwca 2024      | Berlin       | Trawiasta     | Wang Xinyu         | Chan Hao-ching Wieronika Kudiermietowa         | 6:2, 7:5        |
| Finalistka    | 9. | 2 lutego 2025        | Singapur     | Twarda (hala) | Wang Xinyu         | Desirae Krawczyk Giuliana Olmos                | 5:7, 0:6        |

## Finały turniejów WTA 125K series

### Gra pojedyncza 5 (3–2)
| Końcowy wynik | Nr | Data             | Turniej   | Nawierzchnia | Przeciwniczka     | Wynik finału     |
| ------------- | -- | ---------------- | --------- | ------------ | ----------------- | ---------------- |
| Finalistka    | 1. | 11 sierpnia 2013 | Suzhou    | Twarda       | Szachar Pe’er     | 2:6, 6:2, 3:6    |
| Zwyciężczyni  | 1. | 13 września 2015 | Dalian    | Twarda       | Julja Gluszko     | 2:6, 6:1, 7:5    |
| Zwyciężczyni  | 2. | 22 kwietnia 2018 | Zhengzhou | Twarda       | Wang Yafan        | 5:7, 6:2, 6:1    |
| Finalistka    | 2. | 5 maja 2018      | Anning    | Ceglana      | Irina Chromaczowa | 6:3, 4:6, 6:7(5) |
| Zwyciężczyni  | 3. | 28 kwietnia 2019 | Anning    | Ceglana      | Zhang Shuai       | 6:4, 6:1         |

### Gra podwójna 3 (3–0)
| Końcowy wynik | Nr | Data             | Turniej  | Nawierzchnia  | Partnerka      | Przeciwniczki                        | Wynik finału   |
| ------------- | -- | ---------------- | -------- | ------------- | -------------- | ------------------------------------ | -------------- |
| Zwyciężczyni  | 1. | 2 sierpnia 2015  | Nanchang | Twarda        | Chang Kai-chen | Chan Chin-wei Wang Yafan             | 6:3, 4:6, 10–3 |
| Zwyciężczyni  | 2. | 13 września 2015 | Dalian   | Twarda        | Zhang Kailin   | Chan Chin-wei Darija Jurak           | 6:3, 6:4       |
| Zwyciężczyni  | 3. | 26 września 2021 | Columbus | Twarda (hala) | Wang Xinyu     | Dalila Jakupović Nuria Párrizas Díaz | 6:1, 6:1       |

## Wygrane turnieje rangi ITF
| turnieje z pulą nagród 100 000 $ (W100)  |
| turnieje z pulą nagród 75/80 000 $ (W80) |
| turnieje z pulą nagród 50/60 000 $ (W75) |
| turnieje z pulą nagród 40 000 $ (W50)    |
| turnieje z pulą nagród 25 000 $ (W35)    |
| turnieje z pulą nagród 15 000 $ (W15)    |
| turnieje z pulą nagród 10 000 $          |

### Gra pojedyncza
|     | Data       | Turniej          | Kat. | ($)     | Naw.      | Finalistka       | Wynik         |
| 1.  | 12/07/2009 | Shenzhen         | ITF  | 10 000  | twarda    | Sabina Sharipova | 7:5, 6:4      |
| 2.  | 31/10/2010 | Tajpej           | ITF  | 10 000  | twarda    | Zhang Ling       | 6:3, 6:3      |
| 3.  | 20/05/2012 | Kurume           | ITF  | 50 000  | trawiasta | Monique Adamczak | 7:5, 6:2      |
| 4.  | 28/10/2012 | Tajpej           | ITF  | 25 000  | twarda    | Zarina Dijas     | 6:4, 6:1      |
| 5.  | 03/05/2014 | Anning           | ITF  | 50 000  | ziemna    | Jovana Jakšić    | 6:2, 6:3      |
| 6.  | 03/05/2015 | Gifu             | ITF  | 75 000  | twarda    | Naomi Ōsaka      | 3:6, 7:5, 6:4 |
| 7.  | 09/05/2015 | Anning           | ITF  | 75 000  | ziemna    | Han Xinyun       | 6:4, 3:6, 6:4 |
| 8.  | 02/04/2017 | Quanzhou         | ITF  | 60 000  | twarda    | Liu Fangzhou     | 6:2, 6:3      |
| 9.  | 29/04/2017 | Anning           | ITF  | 100 000 | ziemna    | Zarina Dijas     | 7:5, 6:4      |
| 10. | 28/04/2018 | Quanzhou         | ITF  | 60 000  | twarda    | Liu Fangzhou     | 6:3, 6:1      |
| 11. | 21/10/2018 | Suzhou           | ITF  | 100 000 | twarda    | Jana Čepelová    | 7:5, 6:1      |
| 12. | 19/09/2021 | Caldas da Rainha | ITF  | 60 000  | twarda    | Harmony Tan      | 6:4, 3:6, 6:3 |

## Występy w igrzyskach olimpijskich

### Gra pojedyncza
| Runda                                                                                | Przeciwniczka                   | Wynik    |
| ------------------------------------------------------------------------------------ | ------------------------------- | -------- |
|                                                                                      |                                 |          |
| Letnie Igrzyska Olimpijskie w Rio de Janeiro 2016, reprezentując państwo Chiny [ITF] |                                 |          |
| I runda                                                                              | Polska: Agnieszka Radwańska [9] | 6:4, 7:5 |
| II runda                                                                             | Rosja: Darja Kasatkina          | 1:6, 4:6 |
|                                                                                      |                                 |          |
| Letnie Igrzyska Olimpijskie w Tokio 2020, reprezentując państwo Chiny                |                                 |          |
| I runda                                                                              | Japonia: Naomi Ōsaka [2]        | 1:6, 4:6 |
|                                                                                      |                                 |          |
| Letnie Igrzyska Olimpijskie w Paryżu 2024, reprezentując państwo Chiny               |                                 |          |
| I runda                                                                              | Niemcy: Tamara Korpatsch        | 6:2, 6:1 |
| II runda                                                                             | Czechy: Barbora Krejčíková [9]  | 2:6, 3:6 |

### Gra podwójna
| Runda                                                                          | Partnerka       | Przeciwniczki                                     | Wynik    |
| ------------------------------------------------------------------------------ | --------------- | ------------------------------------------------- | -------- |
|                                                                                |                 |                                                   |          |
| Letnie Igrzyska Olimpijskie w Rio de Janeiro 2016, reprezentując państwo Chiny |                 |                                                   |          |
| I runda                                                                        | Xu Yifan        | Ukraina: Ludmyła Kiczenok / Nadija Kiczenok [ITF] | 6:0, 6:3 |
| II runda                                                                       | Xu Yifan        | Włochy: Sara Errani / Roberta Vinci [8]           | 2:6, 3:6 |
|                                                                                |                 |                                                   |          |
| Letnie Igrzyska Olimpijskie w Tokio 2020, reprezentując państwo Chiny          |                 |                                                   |          |
| I runda                                                                        | Duan Yingying   | Czechy: Karolína Plíšková / Markéta Vondroušová   | 2:6, 1:6 |
|                                                                                |                 |                                                   |          |
| Letnie Igrzyska Olimpijskie w Paryżu 2024, reprezentując państwo Chiny         |                 |                                                   |          |
| I runda                                                                        | Wang Xinyu [PR] | Ukraina: Ludmyła Kiczenok / Nadija Kiczenok       | 1:6, 4:6 |